# Triple Gold Club
Triple Gold Club er et begreb der bruges om en eksklusiv gruppe ishockeyspillere som har vundet guld ved de tre største internationale turneringer indenfor ishockeysporten: OL, VM samt slutspillet i NHL, den såkaldte Stanley Cup. De tre turneringer betragtes som de tre største fast tilbagevendende turneringer i ishockeysporten.
Den 8. maj 2007 offentliggjorde det internationale ishockeyforbund at man ville formalisere Triple Gold klubben ved at uddele erindringsmedaljer til de 19 spillere som (på det tidspunkt) havde vundet de tre mest prestigefyldte turneringer i international ishockey. Uddelingen af disse medaljer er planlagt til at finde sted i september, 2008.
Efter Stanley Cup-finalen i 2008 blev yderligere tre spillere medlem af klubben, og som følge af sejren ved de olympiske vinterlege i 2010 blev også Eric Staal medlem, hvilket bragte totalen op på 23 spillere. Spillerne fordeler sig på 9 svenskere, 6 russere, 6 canadiere og 2 tjekker. Sveriges Peter Forsberg samt Ruslands Vjatjeslav Fetisov og Igor Larionov er de tre eneste spillere der har vundet alle tre mesterskaber mindst to gange.

## Medlemmer
| Navn               | Optaget | Olympisk guld            | VM-guld                                                | Stanley Cup                                           |
| ------------------ | ------- | ------------------------ | ------------------------------------------------------ | ----------------------------------------------------- |
| Tomas Jonsson      | 1994    | Sverige 1994             | Sverige 1991                                           | New York Islanders 1982, 1983                         |
| Mats Näslund       | 1994    | Sverige 1994             | Sverige 1991                                           | Montreal Canadiens 1986                               |
| Håkan Loob         | 1994    | Sverige 1994             | Sverige 1987, 1991                                     | Calgary Flames 1989                                   |
| Valerij Kamenskij  | 1996    | Sovjetunionen 1988       | Sovjetunionen 1986, 1989, 1990 Rusland 1993            | Colorado Avalanche 1996                               |
| Aleksej Gusarov    | 1996    | Sovjetunionen 1988       | Sovjetunionen 1986, 1989, 1990                         | Colorado Avalanche 1996                               |
| Peter Forsberg     | 1996    | Sverige 1994, 2006       | Sverige 1992, 1998                                     | Colorado Avalanche 1996, 2001                         |
| Vjatjeslav Fetisov | 1997    | Sovjetunionen 1984, 1988 | Sovjetunionen 1978, 1981, 1982, 1983, 1986, 1989, 1990 | Detroit Red Wings 1997, 1998                          |
| Igor Larionov      | 1997    | Sovjetunionen 1984, 1988 | Sovjetunionen 1982, 1983, 1986, 1989                   | Detroit Red Wings 1997, 1998, 2002                    |
| Aleksandr Mogilnyj | 2000    | Sovjetunionen 1988       | Sovjetunionen 1989                                     | New Jersey Devils 2000                                |
| Vladimir Malakhov  | 2000    | SNG 1992                 | Sovjetunionen 1990                                     | New Jersey Devils 2000                                |
| Rob Blake          | 2002    | Canada 2002              | Canada 1994, 1997                                      | Colorado Avalanche 2001                               |
| Joe Sakic          | 2002    | Canada 2002              | Canada 1994                                            | Colorado Avalanche 1996, 2001                         |
| Brendan Shanahan   | 2002    | Canada 2002              | Canada 1994                                            | Detroit Red Wings 1997, 1998, 2002                    |
| Scott Niedermayer  | 2004    | Canada 2002              | Canada 2004                                            | New Jersey Devils 1995, 2000, 2003 Anaheim Ducks 2007 |
| Jaromír Jágr       | 2005    | Tjekkiet 1998            | Tjekkiet 2005                                          | Pittsburgh Penguins 1991, 1992                        |
| Jiří Šlégr         | 2005    | Tjekkiet 1998            | Tjekkiet 2005                                          | Detroit Red Wings 2002                                |
| Nicklas Lidström   | 2006    | Sverige 2006             | Sverige 1991                                           | Detroit Red Wings 1997, 1998, 2002, 2008              |
| Fredrik Modin      | 2006    | Sverige 2006             | Sverige 1998                                           | Tampa Bay Lightning 2004                              |
| Chris Pronger      | 2007    | Canada 2002              | Canada 1997                                            | Anaheim Ducks 2007                                    |
| Niklas Kronwall    | 2008    | Sverige 2006             | Sverige 2006                                           | Detroit Red Wings 2008                                |
| Henrik Zetterberg  | 2008    | Sverige 2006             | Sverige 2006                                           | Detroit Red Wings 2008                                |
| Mikael Samuelsson  | 2008    | Sverige 2006             | Sverige 2006                                           | Detroit Red Wings 2008                                |
| Eric Staal         | 2010    | Canada 2010              | Canada 2007                                            | Carolina Hurricanes 2006                              |

### Lignende begreber
- Grand Slam